# Курбан-байрам
Курба́н-байра́м или ’Ид аль-адха (араб. عيد الأضحى‎, ‘Īd ’al-’Aḍḥā — пра́здник жертвоприноше́ния) — исламский праздник окончания хаджа, отмечаемый через 70 дней после праздника Ураза-байрам, в 10-й день месяца Зуль-хиджа, в память жертвоприношения Ибрахима (Авраама), почитаемого в исламе пророком. Точная дата празднования по григорианскому календарю может разниться в разных странах.

## Происхождение
Согласно Корану (Сура 37 «Ас-Саффат», аяты 98— 108), Ибрахим увидел во сне, что приносит в жертву (зарезает) своего сына, посланного ему Аллахом в ответ на молитвы. В Коране имя сына не названо, однако в предании почти всегда называется старший сын от наложницы египтянки Хаджар (Агарь) — Исмаил (Измаил). В противоположность исламским толкованиям, в Библии фигурирует другой сын Ибрахима Исхак (Исаак) от его жены Сары. Ибрахим поделился своим сновидением с сыном и тот согласился с волей Аллаха: «Отец мой, делай, что тебе приказано; ты найдешь меня, если пожелает Аллах, терпеливым» (в переводе Игнатия Крачковского). Когда Ибрахим поверг сына на лоб для принесения в жертву, он услышал воззвание Аллаха: «И (в этoт мoмeнт) Mы вoззвaли ĸ нeмy (в тoт тpyдный для нeгo мoмeнт, ĸoгдa oн yжe пpиĸoснyлся нoжoм ĸ шee свoeгo cынa): «O, Ибpaxим, (oстaнoвиcь)! Tы yжe (выпoлнил тo, чтo тeбe былo пoвeлeнo) и yвидeл истиннoсть снa». (И Aллax Bceвышний дaл eмy бapaнa, ĸoтopoгo oн и пpинec в жepтвy Aллaxy.) Πoистинe, Mы тaĸ [ĸaĸ Mы вoздaли пpopoĸy Ибpaxимy за eгo Bepy и Πpeдaннoсть] вoзнaгpaждaeм иcĸpeннe дoбpoдeятeльным (a имeннo oсвoбoждaeм иx oт тpyднoстeй в этoм миpe и в Beчнoй жизни)! Поистине, это [принесение в жертву собственного сына] — явное испытание (которое показывает истинность веры человека). И освободили Мы (от принесения в жертву) его [Исмаила] (заменив) на великую жертву [барана].» (перевод с толкованиями Абу Аделя).
Согласно преданиям, во исполнение воли Аллаха Ибрахим отправился в долину Мина к тому месту, где ныне стоит Мекка, и начал приготовления. Его сын, знавший об этом, не сопротивлялся, но плакал и молился, так как был послушен отцу и Аллаху. Однако это оказалось испытанием от Аллаха, и, когда жертва была почти принесена, Аллах сделал так, чтобы нож не смог резать сына. Жертва сына была заменена бараном, а Ибрахиму было даровано благополучное второе рождение сына — Исхака.

## Название
В мусульманской традиции курбаном именуется всё то, что приближает человека к Богу, а ритуальное заклание животного в праздничный день подразумевает духовное обращение к Богу.

## Об обряде
См. также статью в Викицитатнике

И принесение в жертву верблюдов Мы установили для вас в качестве обряда, предписанного Аллахом. Для вас в этом — польза. Произносите же над верблюдами имя Аллаха, когда они стоят рядами. А когда их повергнут на бока, то ешьте их мясо, накормите и того, кто стыдится просить, и того, кто просит не таясь. Так Мы дали вам власть над жертвенными верблюдами, — быть может, вы возблагодарите за это. ۝ Ни мясо, ни кровь жертвенных животных не нужны Аллаху, Ему нужна лишь ваша набожность. Посему Он дал вам власть над жертвенными животными, чтобы вы величали Аллаха за то, что Он наставил вас на прямой путь. Так обрадуй же благой вестью тех, кто вершит добро. 
—  22:36, 37 (Османов)
- Мухаммед сказал: «Поистине, Аллах предписал всё делать хорошо, и если придется убивать, то убивайте хорошим способом, и когда будете резать животное, то делайте это наилучшим образом. И пусть каждый из вас, как следует наточит свой нож, и пусть избавит животное от мучения»[6].
- Мухаммед сказал: «Не дозволено приносить в качестве Жертвоприношения четыре типа животных: одноглазое животное, изъян которого очевиден; больное животное, болезнь которого очевидна; хромое животное, хромота которого очевидна; истощённое животное, слабость которого очевидна»[7].
- Мухаммед сказал: «А что касается твоего Жертвоприношения, то великая награда за это припасена для тебя у твоего Господа!»[8]
- Мухаммед сказал: «О люди! Для одной семьи раз в году необходимо совершить жертвоприношения Удхия[9] и Атира[10]»[11].
- Джабир ибн Абдуллах рассказывал: «Я совершил праздничную молитву с посланником Аллаха в день жертвоприношения, и после её завершения он привёл барана и принёс его в жертву, сказав: „С именем Аллаха, Аллах велик! О Аллах, это от меня и от тех, из числа моей общины, кто не совершил жертвоприношения“»[12].
- Ибн Аббас рассказывал: «Однажды посланник Аллаха проходил мимо человека, который точил свой нож, поставив ногу на морду овцы, тогда как она смотрела на него. Пророк спросил этого человека: „Почему ты не наточил свой нож до того, как повалить её на землю?! Неужели ты хочешь умертвить её дважды?!“»[13].

## Даты праздника
Мусульманский календарь состоит из 12 лунных месяцев и содержит около 354 дней, что на 10 или 11 дней меньше солнечного года. По этой причине дни мусульманских религиозных праздников каждый год сдвигаются относительно григорианского календаря.
Конкретная дата празднования Курбан-байрама зависит от местных обычаев: большинство стран следуют дате, установленной Верховным судом Саудовской Аравии, а она вычисляется в зависимости от того, когда становится видна молодая Луна на небе незадолго до этого. В Бангладеш, Индии и Пакистане саудовское решение не принимается, наблюдение Луны производят независимо, из-за чего в некоторые годы празднование Курбан-байрама там проводится в другой день (в 2017 году — на день позже, чем в остальном мире).
День перед Курбан-байрамом называется День Арафат. В этот день паломники, совершающие хадж, находятся в долине Арафат. Для всех мусульман, кроме паломников, желательно в этот день поститься.

## Празднование
При праздновании Курбан-байрама мусульманам следует совершить полное омовение и надеть чистую и праздничную одежду. Они произносят праздничный такбир словами: «Аллаху акбар, Аллаху акбар, Аллаху акбар ля илаха илля Ллаху ва-Ллаху акбар, Аллаху акбар ва-ли-Ллахи-ль-хьамд. Аллаху акбар, Аллаху акбар, Аллаху акбар. Аллаху акбар кабиран ва-льхамду-ли-Ллахи касьиран ва-субхьана-Ллахи букратан ва-асъила». Такбир следует повторять во время утренней прогулки к мечети.
В мечети совершается праздничная молитва, после которой читается проповедь-хутба. Она обычно начинается с прославления Аллаха и Мухаммеда, затем разъясняется происхождения хаджа и значение обряда жертвоприношения. Опытный имам-хатыб часто облекает проповедь в форму рифмованной прозы.

## Жертва
Жертвой может быть овца. Жертве должно быть не менее полугода, она должна быть здорова и не иметь никаких недостатков. Если позволяют средства, то желательно принести в жертву одну овцу или барана за человека — не более чем от семи человек, но также можно принести в жертву одну овцу за всю семью. Обычай допускает принесение жертвы за усопших, если они завещали сделать это. От одной семьи производится заклание одного барашка.
Обычно шкуры жертвенных животных отдаются в мечеть. Мясо варят и съедают за общей трапезой, на которой может присутствовать любой мусульманин, во главе стола обычно бывает имам. В праздник жертвоприношения следует обязательно отведать разнообразные изысканные мясные блюда, которые готовятся в различных странах, в соответствии с местными вкусами, применяя различные специи и ароматизаторы; большое внимание уделяется праздничному оформлению стола, а также приготовлению многочисленных сладостей. Близким друзьям и родственникам в дни праздника стараются сделать подарки. В последующие после праздника дни обычно наносят визиты родным и близким знакомым, так как посещение в дни праздника жертвоприношения считается благословенным и желательным.
Мухаммед призывал мусульман к совершению жертвоприношения. Аиша передала слова Мухаммеда: «Более любимое дело человека для Аллаха в день жертвоприношения — это принесение жертвы. В день Суда жертвенное животное будет на чаше добрых дел со своими рогами, шерстью и копытами. Кровь, пролитая в этот день, достигает своего места пред Аллахом, прежде чем она достигнет земли. Так очищайте ею ваши души».
Праздновать день жертвоприношения, даже если это не происходит в Мекке, начинают с раннего утра. С рассветом мусульмане идут в мечеть к утренней молитве, но прежде желательно совершить ритуальное омовение-гусль, надеть новую и опрятную одежду, по возможности умастить себя благовониями. Перед молитвой есть не рекомендуется. По окончании утренней молитвы верующие возвращаются домой. Затем они снова отправляются в мечеть или на специально отведённую площадку (намазгах), где мулла или имам-хатыб произносит проповедь (хутбу).
После праздничной молитвы мусульмане, которые имеют возможность принести жертву, делают это.
Над жертвой любой рядовой мусульманин может произнести краткую формулу: «Бисмиллах, Аллах Акбар», то есть «Во имя Аллаха, Аллах велик!» Прежде чем барана режут, его обязательно валят на землю головой в сторону Мекки.
В жертву можно принести барана, который достиг семи месяцев (по шафиитскому мазхабу — полного года), быка или корову, достигших полных двух лет, верблюда, достигшего полных пяти лет. Желательно, чтобы жертвенное животное было жирным, большим и красивым. В нём не должно быть изъянов, которые плохо влияют на количество и качество мяса. Поэтому нельзя приносить в жертву хромых, слепых или больных животных, а также таких животных, у которых сломано больше половины рога или отрезано больше половины уха. Желательно использовать треть мяса для угощения своей семьи, треть подарить беднякам из числа соседей и родственников, а треть раздать в качестве милостыни тем, кто просит об этом.
Также Ибн Аббас рассказывал о жертвоприношении Мухаммеда: «Треть он оставлял для семьи, треть на угощение бедных соседей, и треть раздавал тем, кто просил». Ибн Умар говорил: «Жертвоприношения и подарки — треть для тебя, треть для семьи, треть для бедных».
Нельзя расплачиваться с мясником, который резал жертвенное животное, мясом. Однако можно дать ему часть мяса, если он беден, или подарить — но только не в качестве оплаты. Тот, кто принёс жертвоприношение, не может ничего продать из жертвенного животного — ни мяса, ни шкуры, но он может пользоваться шкурой и другими её частями.
Жертва приносится сразу после праздничной молитвы и до захода солнца третьего дня (по ханафитскому мазхабу) или четвёртого дня (по шафиитскому мазхабу). Наилучшим днём для жертвоприношения считается первый день.

## Выходные и праздничные дни
В странах, где ислам является государственной религией, Курбан-байрам — праздничный день, его отмечают 4—5 дней, в Турции и Катаре — 10 дней, в Саудовской Аравии — две недели. В Гане, Нигерии, Уганде и Узбекистане Курбан-байрам празднуют три дня.
Курбан-байрам — официально праздничный день в республиках РФ: Адыгея, Башкортостан, Дагестан, Ингушетия, Кабардино-Балкария, Карачаево-Черкесия, Татарстан, Чечня. С 2014 года российские военнослужащие-мусульмане, не находящиеся на боевом дежурстве, могут получить специальный выходной для посещения мечети в Курбан-байрам.
Также государственным праздником он является в Крыму.

## Поздравления
В день жертвоприношения принято ходить в гости и поздравлять друг друга с праздником. Мусульмане традиционно поздравляют друг друга с праздниками следующими словами:
- 'Ид мубарак (араб. عيد مبارك‎) — Благословенен праздник!
- 'Иду-кум мубарак (араб. عيدكم مبارك‎) — Да будет благословенен ваш праздник!
- 'Ид аль-Адъхьа мубарак (араб. عيد الأضحى مبارك‎) — Благословенен праздник жертвоприношения!
- Такъаббаля-Ллаху минна ва-мин-кум (араб. تقبل الله منا ومنكم‎) — Да примет Аллах от нас и от вас!
- Такъаббаля-Ллаху минна ва-мин-кум съалихьу ль-а’маль (араб. تقبل الله منا ومنكم صالح الاعمال‎) — Да примет Аллах от нас и от вас праведные дела!

## Критика
- В 2003 году советники правительства Великобритании потребовали немедленно запретить применение мусульманских и иудейских методов убоя скота. Оба метода, по сути, одинаковы: животному перерезают горло и ждут, пока из него вытечет кровь. По мнению Farm Animal Welfare Council (консультативного органа, контролирующего использование, продажу, перевозку и убой скота и информирующего правительство Великобритании о фактах жестокого обращения с животными), способы производства мяса по мусульманским законам и нормам кашрута являются жестокими, поскольку причиняют сильные страдания овцам, козам и крупному рогатому скоту[24].
- В 2005 году президент организации «Центр защиты прав животных ВИТА» направила письмо мэру Москвы Юрию Лужкову, в котором выразила протест против публичного жертвоприношения на мусульманском религиозном празднике «Курбан-байрам» в московской мечети на улице Хачатуряна[25].
- В 2006 году после настойчивых обращений жителей в Москве был введён запрет на публичные жертвоприношения (каждой мечети разрешено было забивать всего по одному животному)[26].
- В 2010 году известные деятели российского телевидения, кино и эстрады (Андрей Макаревич, Леонид Ярмольник, Лайма Вайкуле, Ольга Шелест, Виктор Гусев и другие) обратились к мэру Москвы Сергею Собянину с открытым письмом, призывая ввести в цивилизованные рамки практику совершения обряда жертвоприношений на Курбан-байрам.

Мы крайне удручены ситуацией, которая сложилась в последние годы в Москве. В дни празднования религиозного мусульманского праздника Курбан-байрам в различных местах Москвы устраивается прилюдный забой жертвенных животных, который вынуждены наблюдать многие москвичи, в том числе и дети.
В ответ мэр Москвы обещал решить вопрос «организации исламских праздников без кровавых зрелищ». Комментируя прошедший в 2010 году праздник, имам Мемориальной мечети на Поклонной горе Шамиль Аляутдинов сказал, что забоя жертвенных животных на улицах Москвы не было, и ни один представитель СМИ не мог найти ни одного барана, зарезанного на улице.